# Канищево (Лотошинский район)
Канищево — деревня в Лотошинском районе Московской области России.
Относится к сельскому поселению Микулинское, до реформы 2006 года относилась к Введенскому сельскому округу.

## География
Расположена в юго-западной части сельского поселения, примерно в 14 км к северо-западу от районного центра — посёлка городского типа Лотошино. Соседние населённые пункты — деревни Аринькино, Вяхирево и Могильцы. Автобусное сообщение с пгт Лотошино.

## Исторические сведения
По сведениям 1859 года — деревня Афонасовского прихода Кобелевской волости Старицкого уезда Тверской губернии в 42 верстах от уездного города, на возвышенном месте, с 5 дворами, 2 колодцами и 33 жителями (18 мужчин, 15 женщин).
В «Списке населённых мест» 1862 года Канищево — владельческая деревня 2-го стана Старицкого уезда по Волоколамскому и Гжатскому трактам от города Старицы, при пруде, с 5 дворами и 33 жителями.
В 1886 году — 9 дворов и 47 жителей (19 мужчин, 28 женщин). В 1915 году насчитывалось 17 дворов.
С 1929 года — населённый пункт в составе Лотошинского района Московской области.

## Население
| 1859 | 1886 | 2002 | 2006 | 2010 |
| ---- | ---- | ---- | ---- | ---- |
| 33   | ↗47  | ↘3   | →3   | ↘0   |